# کوره آهنگری

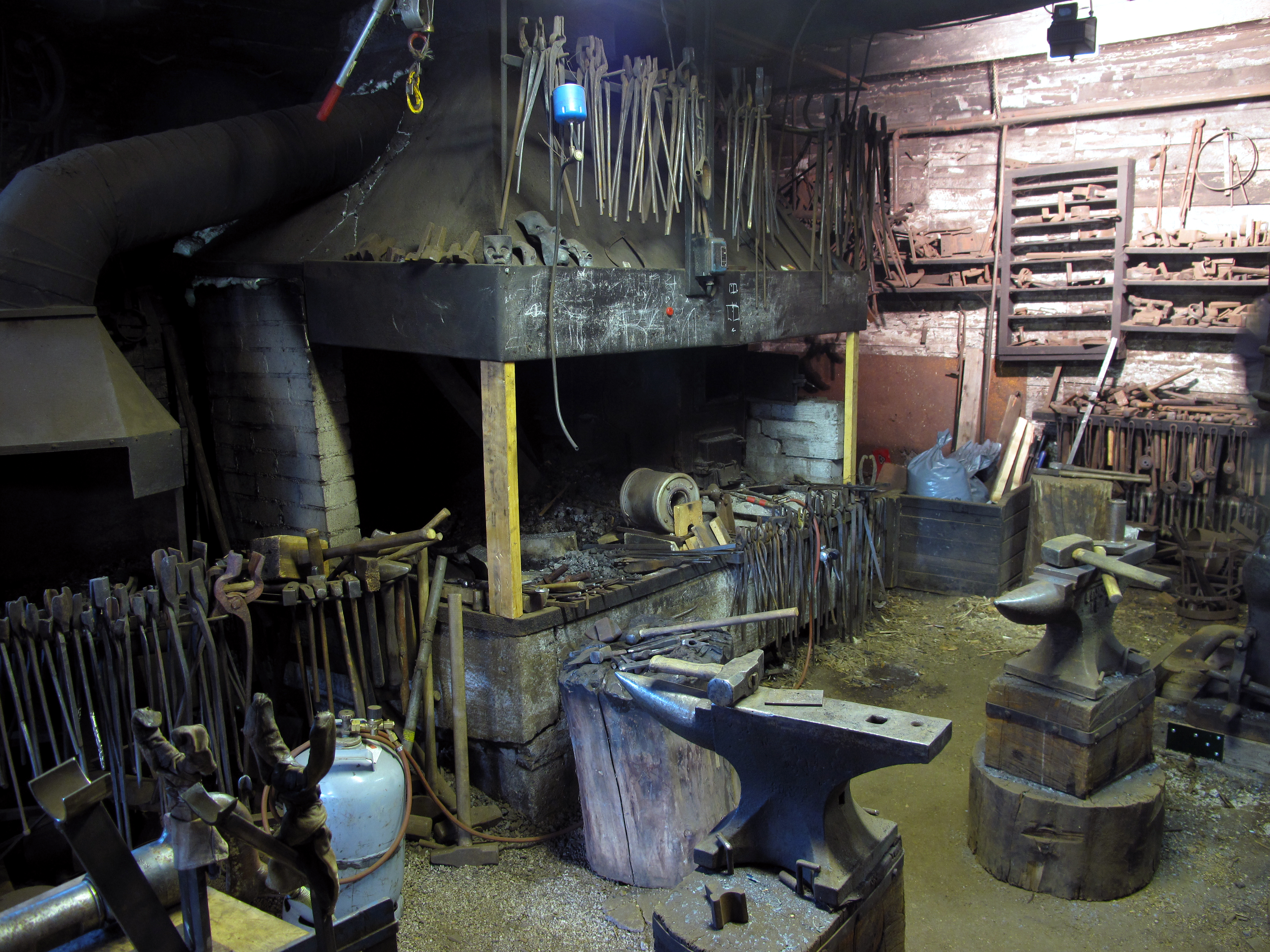
فضای داخلی یک آهنگری معمولی در فنلاند

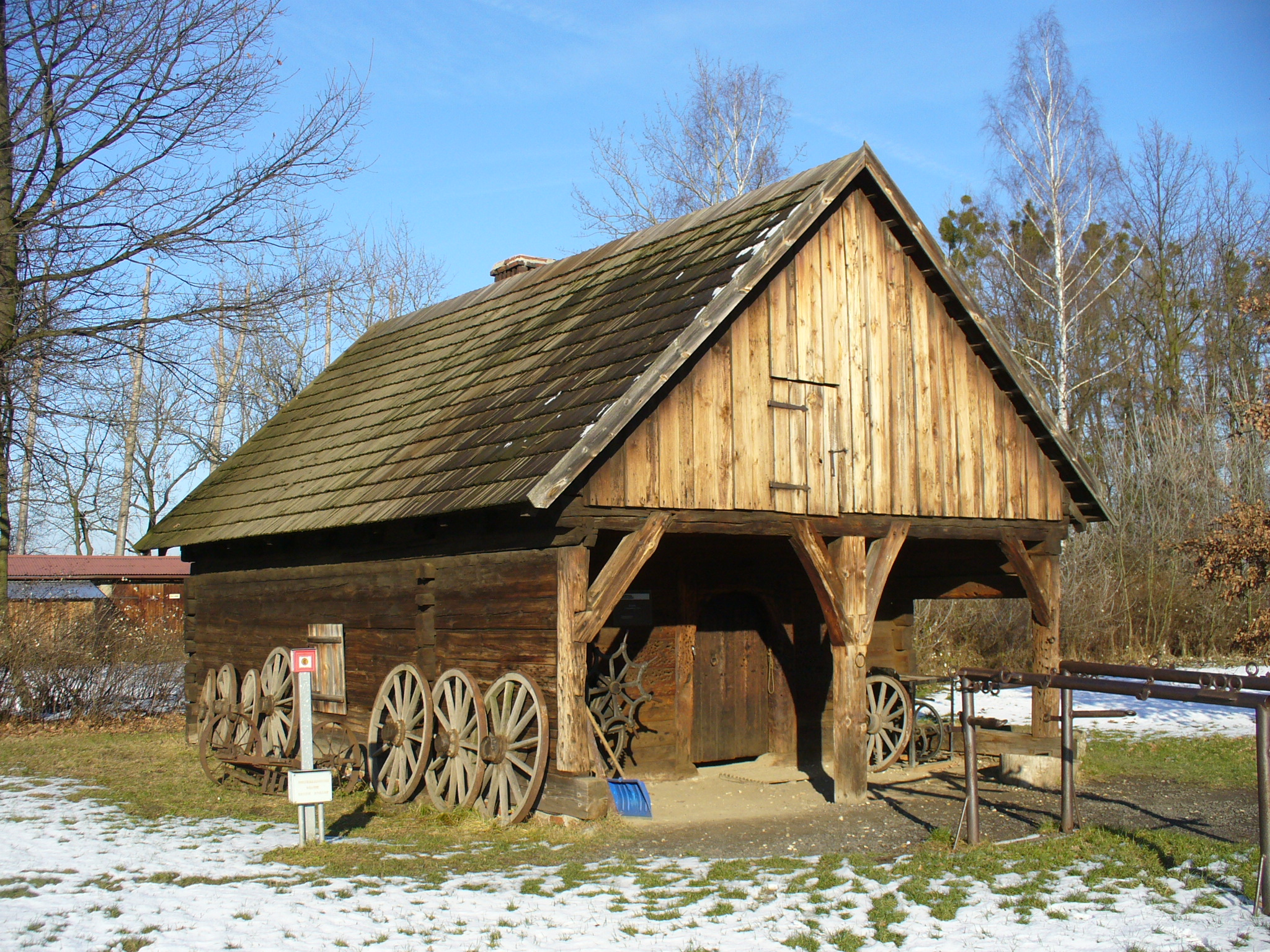
آهنگری چوبی ساخته شده در سال 1726 در اپل، سیلزیای علیا، لهستان

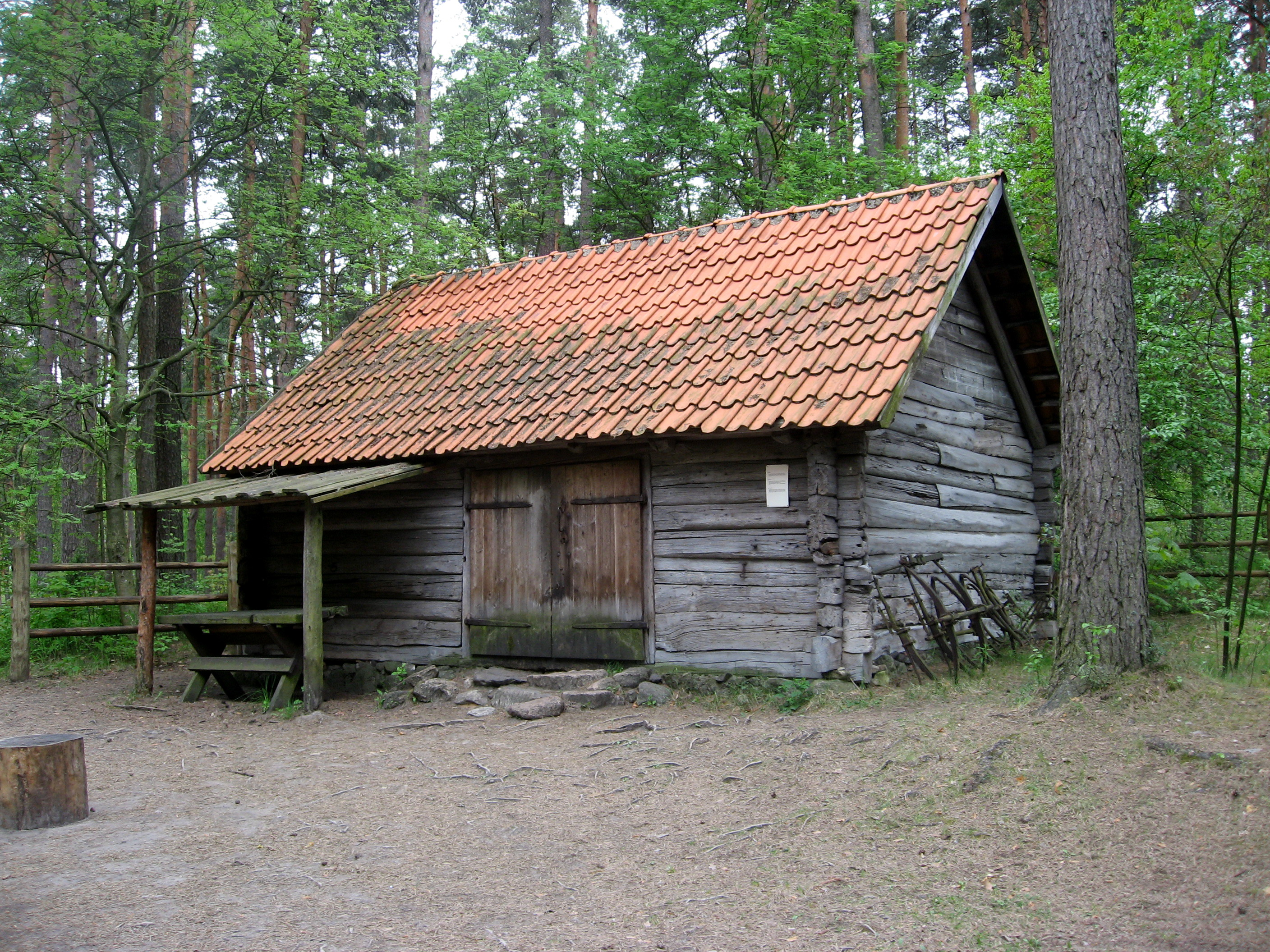
یک تراشکاری ساخته شده در حدود سال 1880 در مورسراگ، کورلند، لتونی که در حال حاضر در موزه فضای باز قوم نگاری لتونی واقع شده است

کوره آهنگری یا فورج نوعی کوره است که برای گرم کردن فلزات یا محل کار ( آهنگری ) که چنین کوره‌ای در آن قرار دارد استفاده می‌شود. کوره آهنگری توسط آهنگر برای گرم کردن یک قطعه فلز تا دمایی استفاده می شود که با آهنگری، شکل دادن به آن آسانتر شود، یا تا جایی که دیگر کارسختی رخ ندهد. این قطعه فلز (معروف به "قطعه کار") با استفاده از انبر در کوره قرار داده می‌شود یا از آن خارج می‌شود. از انبر برای نگه داشتن قطعه کار بر روی سندان آهنگری حین چکش‌کاری نیز استفاده می‌شود. در بعضی از موارد، مانند سخت کردن فولاد یا خنک کردن کار برای این که بتوان آن را با دست خالی کنترل کرد، قطعه کار به ظرف آبدهی منتقل می شود، که قطعه کار را به سرعت در حجم زیادی از آب، سرد می‌کند. با این حال، بسته به نوع فلز، ممکن است به جای آن از سردکننده دیگری مثل روغن یا آب نمک استفاده شود. بسیاری از فلزات به چیزی بیشتر از سرد شدن با آب معمولی نیاز دارند. ظرف آبدهی همچنین آب مورد نیاز را برای کنترل آتش در کوره فراهم می‌کند.

## انواع

### کوره آهنگری زغال‌سنگ / کک / زغال چوب

کوره زغالی انفجار پایین

در یک کوره آهنگری معمولاً از زغال بیتومینه، کک صنعتی یا زغال چوب به عنوان سوخت برای گرم کردن فلز استفاده می شود. طراحی این کوره‌ها در طول زمان تغییر کرده است، اما سوخت مورد استفاده هر چه که باشد، چه زغال‌سنگ، چه کک و چه زغال چوب، طرح اصلی ثابت مانده است.

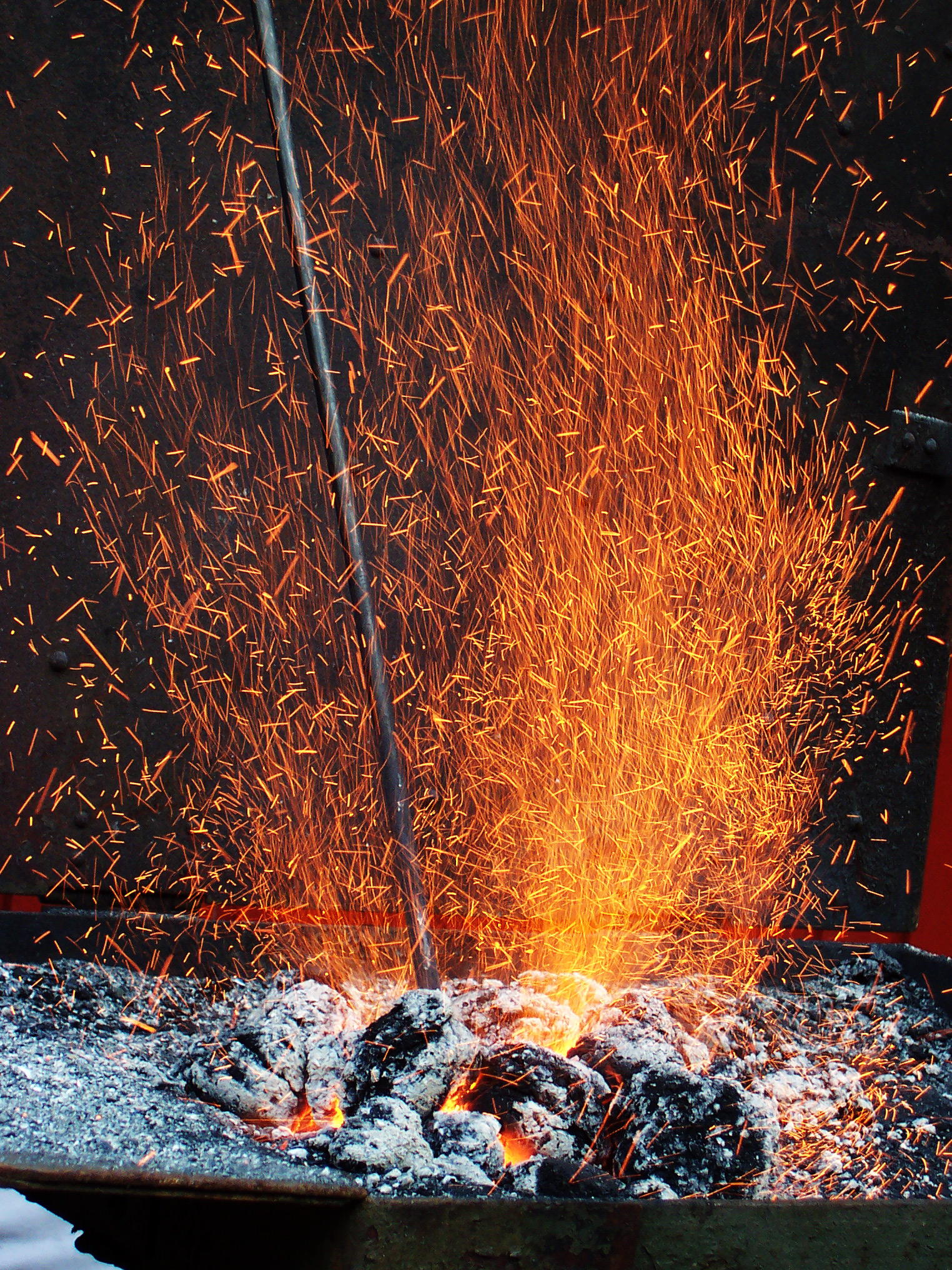
آتش کوره آهنگری برای کار گرم فلز

در طول هزاران سال آهنگری، دستگاه‌های زیر، از ویژگی‌های اساسی این نوع کوره بوده‌اند، که به طریقی تکامل یافته‌اند:
- زنبورک - لوله‌ای که از طریق آن می‌توان هوا را وارد آتش کرد
- دم آهنگری یا یک دمنده -  وسیله برای اعمال نیرو و فشردن هوا به داخل دهانه لوله
- آتشدان - محلی است که سوخت سوزان را روی دهانه لوله یا در مقابل دهانه لوله نگه می‌دارد. آتشدان‌ها به‌طور سنتی از آجر گل (خشت)، آجر نسوز، سنگ یا بعدها از آهن ساخته شدند.

### کوره گازی
در یک کوره گازی، معمولاً از پروپان یا گاز طبیعی به عنوان سوخت استفاده می‌شود. یک طراحی معمول و کارآمد این است که محفظه کوره، استوانه‌ای باشد و یک لوله مشعل با زاویه‌ای درست نسبت به بدنه نصب شده باشد. محفظه به‌طور معمول با مواد نسوز مانند سرامیک نسوز سخت قابل ریخته‌گری، یا یک روکش سرامیکی نرم حرارتی پوشانده می شود (به عنوان مثال: Kaowool). مشعل، سوخت و هوا را با یکدیگر مخلوط می‌کند. این مخلوط در نوک لوله شعله‌ور می‌شود، که یک راه خروج کوتاه به داخل محفظه ایجاد می‌کند. فشار هوا و در نتیجه حرارت را می توان با یک دمنده مکانیکی یا با استفاده از اثر ونتوری افزایش داد.

### کوره رقیق‌کاری
کوره رقیق‌کاری، یک آسیاب آبی است که در آن آهن خام تصفیه شده و به آهن فرفورژه تبدیل می‌شود. این تصفیه، به وسیله کربن‌زدایی در فرایندی تحت عنوان «رقیق کردن» رخ می‌دهد که شامل مایع‌سازی چدن در یک کوره رقیق‌کاری و حذف کربن از چدن مذاب از طریق اکسیداسیون است. کوره‌های آهنگری رقیق‌کاری در اوایل قرن سوم قبل از میلاد در چین مورد استفاده قرار می‌گرفتند.

## تجهیزات آهنگری

### سندان

ساختار سندان

سندان برای آهنگر نقش یک میز کار را دارد، و مکانی است که فلزی که قرار است آهنگری شود، روی آن قرار می‌گیرد. ممکن است سندان سخت و سنگین به نظر برسد، اما ابزاری است که کاملاً هدفمند، با دقت و متناسب با نیاز آهنگر ساخته شده است. سندان از چدن یا فرفورژه ساخته شده است. سطح کار اصلی سندان که با نام صورت شناخته می‌شود، از جنس استیل سخت است و روی بدنه اصلی جوش داده شده است، یا این که تمام سندان، قطعه‌ای یکپارچه از چدن یا فولاد ابزاری آهنگری شده است. بعضی از سندان‌ها فقط از چدن ساخته شده‌اند و صورت فولادی ندارند. اینها سندان واقعی نیستند، و به همین دلیل توسط آهنگران به کار گرفته نمی‌شوند، زیرا بسیار نرم هستند. اصطلاح رایج برای سندان چدنی، "ASO" یا "جسم شبه سندان" است. از فولاد ابزاری برای صورت روی سندان، به این منظور استفاده می‌شود که حالتی را تأمین کند که برخی آن را "ارتجاع" می‌نامند. همچنین، فولاد ابزاری سخت است و با ضربات نابجای پتک آهنگری، به سادگی تو نمی‌رود. اصطلاح ارتجاع به معنای آن است که مقداری از نیروی ضربه چکش آهنگر به داخل فلز برمی گردد، که این یعنی نسبت به حالت غیر ارتجاعی، نیروی بیشتری وارد می‌شود و فلز بیشتری به حرکت در می‌آید. یک سندان خوب می تواند از 50 تا 99٪ انرژی تولید شده را به قطعه کار برگرداند. صفحه صاف رویی، که «صورت» نامیده می‌شود، بسیار صیقلی است و معمولاً دارای دو سوراخ است (اما بسته به طرح می تواند بیشتر یا کمتر باشد). سوراخ مربع شکل، مقر ابزار نامیده می‌شود، جایی که شاخه مربع شکل دسته‌ها و قرارها در آن قرار می‌گیرد. سوراخ کوچکتر سوراخ سنبه‌کاری نامیده می‌شود، که به عنوان تقویت کننده هنگام سوراخ زدن بر روی فلز گرم استفاده می‌شود. در قسمت جلوی سندان ، گاهی یک "شاخ" وجود دارد که برای خم کردن، بیرون کشیدن فولاد و بسیاری کارهای دیگر استفاده می‌شود. بین شاخ و صورت سندان، اغلب ناحیه کوچکی به نام "میز قلم‌زنی" یا "میز برش" وجود دارد که برای برش فولاد گرم یا سرد با ابزارهای برش گرم بدون آسیب رساندن به صورت سندان استفاده می‌شود. اگر در صورت سندان، نشانه‌هایی از نقص وجود داشته باشد، نواقصی را به کار آهنگر منتقل می‌کند.

### پتک آهنگری

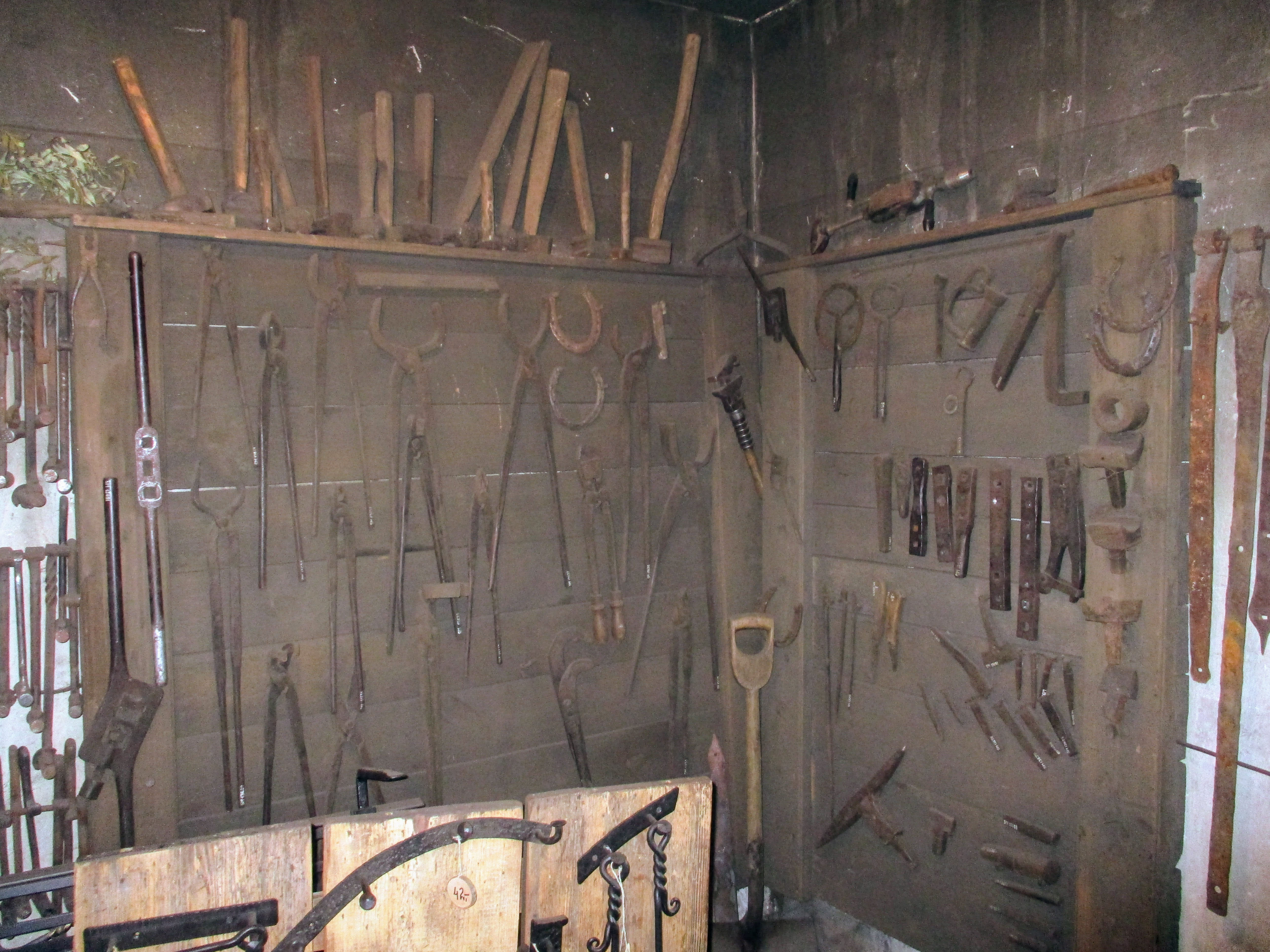
ابزارهای مختلف آهنگری سنتی

در کارگاه آهنگر انواع مختلفی از پتک یا چکش وجود دارد که فقط چند مورد متداول‌تر آن، نام برده می‌شود. شکل و وزن پتک‌ها بسته به کاربرد می‌تواند از نیم اونس تا تقریباً 30 پوند باشد.
1. چکش دستی - مورد استفاده آهنگر.
  - چکش گلوله‌ای
  - چکش متقاطع
  - چکش صاف
  - چکش گرد
2. پتک - که توسط دستیار پتک‌زن آهنگر استفاده می شود.

### اسکنه
اسکنه‌ها از فولاد پرکربن ساخته می‌شوند. لبه برنده آنها حرارت دیده و سخت می‌شود، در حالی که سر آن نرم باقی می‌ماند. این باعث می‌شود که موقع چکش‌کاری، نشکند. اسکنه ها به دو نوع اسکنه گرم و سرد تقسیم می‌شوند. از اسکنه سرد برای برش فلزات سرد استفاده می شود در حالی که از اسکنه گرم برای فلزات گرم استفاده می شود. معمولاً اسکنه های گرم نازک‌تر هستند، لذا نمی‌توانند جایگزین اسکنه‌های سرد شوند.

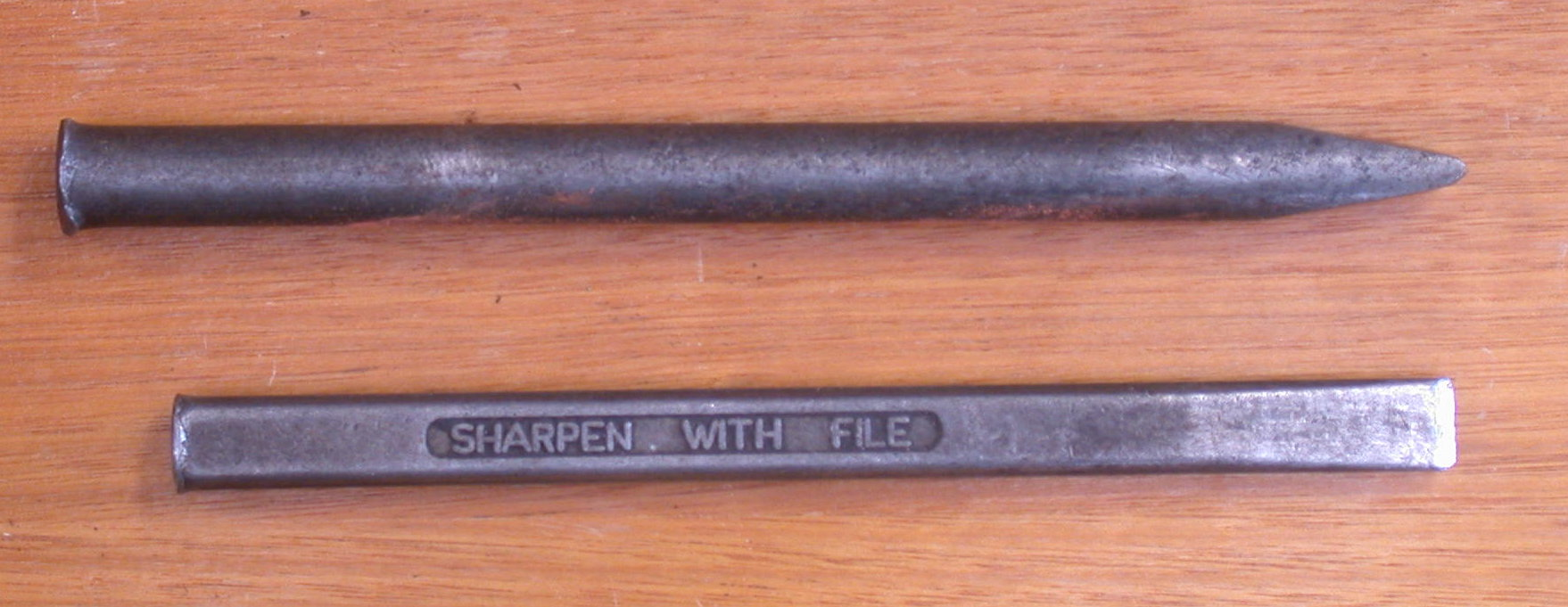
بالا: اسکنه نقطه‌ای، پایین: اسکنه سرد

### انبر

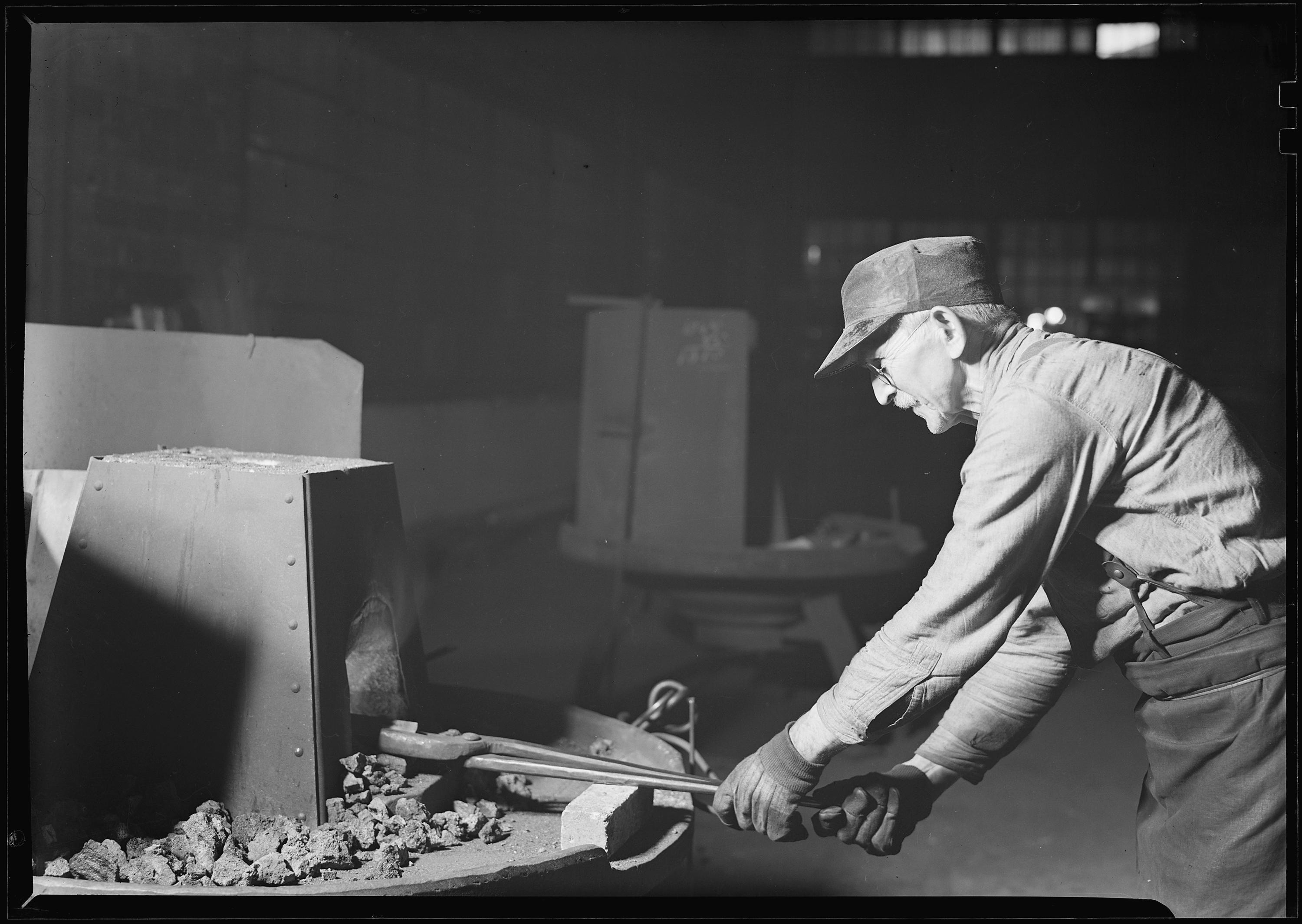
آهنگر در حال استفاده از انبر

از انبر برای نگه داشتن ایمن فلزات داغ توسط آهنگر استفاده می‌شود. در آهنگری ، قطعه کار را با انبر نگه می‌دارند تا عملیات مورد نیاز روی آن انجام شود. دهانه‌های انبر به‌طور معمول توسط آهنگر در اشکال مختلف ساخته می‌شود. یک آهنگر ممکن است بیست جفت انبر، یا حتی بیشتر داشته باشد، چنین چیزی اصلا غیرممول نیست. انواع مختلفی از انبر در بازار موجود است، مانند: انبر دم بسته، انبر دم باز، انبر دم گرد، انبر گازانبری، انبر دم جناغی، انبر همه‌کاره، انبر دم چارگوش و انبر فرفوژه.